# Saison 2018 de l'équipe cycliste WaowDeals
La saison 2018 de l'équipe WaowDeals est la quatorzième de la formation. Au niveau des transferts, l'équipe perd la Polonaise Katarzyna Niewiadoma. Lauren Kitchen, Anna Plichta et Moniek Tenniglo 
quittent également la formation. Danielle King est la principale recrue. Elle est accompagnée des Néerlandaises Monique van de Ree, Pauliena Rooijakkers et  Sabrina Stultiens.
Marianne Vos est la leader de l'équipe. Elle est cinquième du Tour de Drenthe, puis troisième du Trofeo Alfredo Binda. Elle se montre ensuite plus discrète jusqu'en juin. Elle est deuxième du Women's Tour grâce aux bonifications. Elle gagne une étape du Tour d'Italie au sprint. Elle remporte le BeNe Ladies Tour, puis est deuxième de la RideLondon-Classique. Elle continue sur sa lancée en mois d'août en s'imposant sur l'Open de Suède Vårgårda, Tour de Norvège puis en se classant deuxième du Grand Prix de Plouay. Alors qu'elle mène le classement World Tour, elle décide de couper pour préparer la saison de cyclo-cross.  Sabrina Stultiens démontre en 2018, qu'elle fait partie des meilleures grimpeuses du peloton. Elle est septième de la Flèche wallonne et sixième à Liège-Bastogne-Liège. Elle gagne une étape de l'Emakumeen Euskal Bira. Danielle Rowe est troisième du Women's Tour. Riejanne Markus se glisse dans la bonne échappée à l'Amstel Gold Race et en finit quatrième. Rotem Gafinovitz remporte le titre de championne d'Israel du contre-la-montre. Jeanne Korevaar est régulière durant toute la saison et gagne une étape du BeNe Ladies Tour. Finalement, Marianne Vos est troisième des classements UCI et World Tour. WaowDeals est cinquième du classement World Tour et septième du classement UCI.

## Préparation de la saison

### Partenaires et matériel de l'équipe

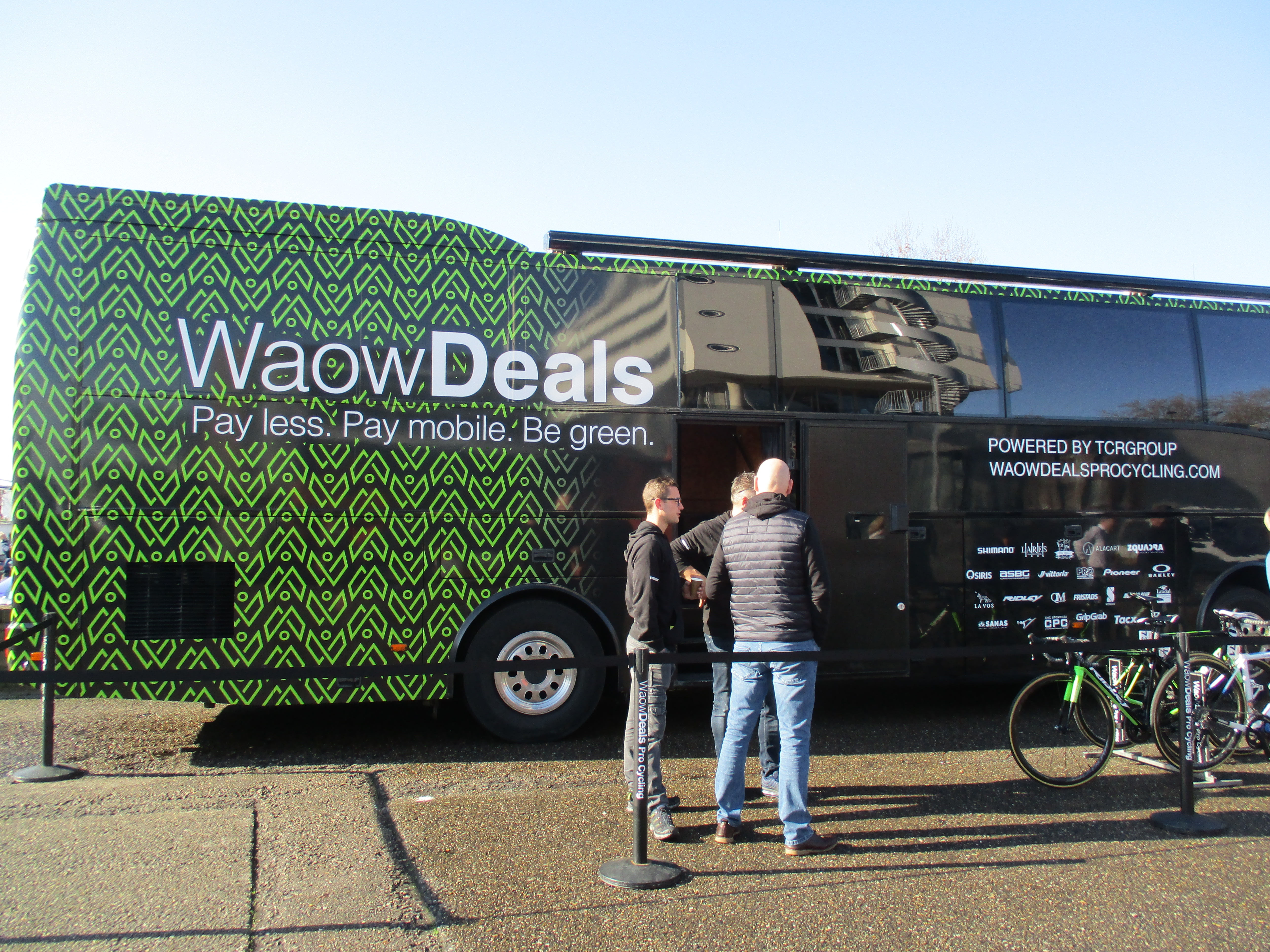
Bus de l'équipe

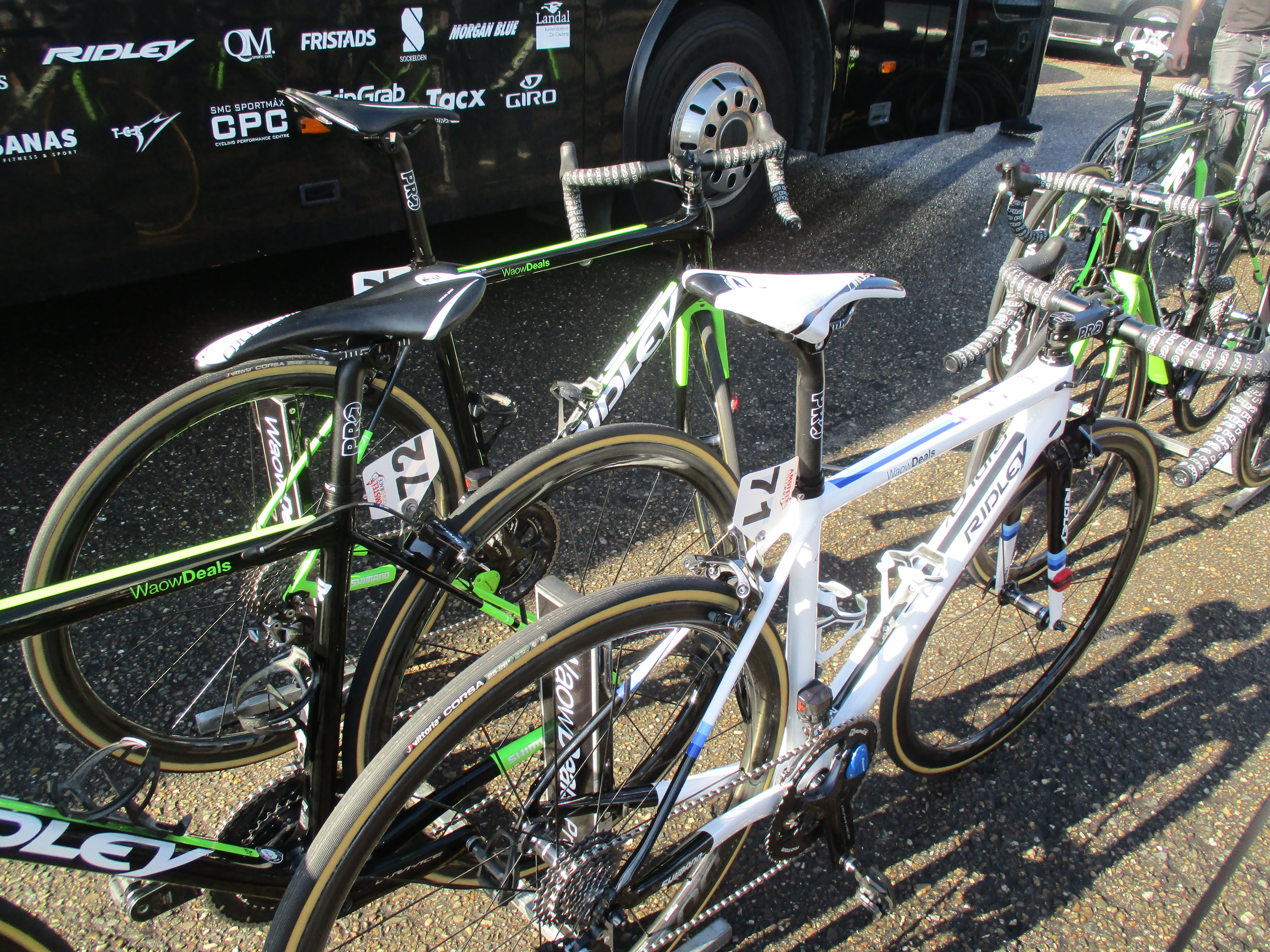
Vélos de l'équipe

L'équipe court sur des vélos Ridley.

### Arrivées et départs
L'équipe recrute la championne olympique de poursuite par équipes 2012,  Danielle King qui sort de deux saisons routes régulières. La sprinteuse néerlandaise Monique van de Ree rejoint également l'équipe. Sabrina Stultiens, déjà membre de la formation 2012 à 2015, vient renforcer l'équipe, tout comme la jeune grimpeuse Pauliena Rooijakkers. Début février, la jeune Inge van der Heijden rejoint aussi l'équipe.
Au niveau des départs, la leader l'année précédente : Katarzyna Niewiadoma part à la Canyon-SRAM. Anna Plichta également polonaise quitte également la formation. La sprinteuse Lauren Kitchen rejoint FDJ-Nouvelle Aquitaine-Futuroscope de même que la rouleuse Moniek Tenniglo.
| Arrivées             | Équipe 2017          |
| -------------------- | -------------------- |
| Danielle King        | Cylance              |
| Pauliena Rooijakkers | Parkhotel Valkenburg |
| Sabrina Stultiens    | Sunweb               |
| Monique van de Ree   | Lares-Waowdeals      |
| Inge van der Heijden | Néo-professionnelle  |

| Départs              | Équipe 2018                        |
| -------------------- | ---------------------------------- |
| Lauren Kitchen       | FDJ-Nouvelle Aquitaine-Futuroscope |
| Katarzyna Niewiadoma | Canyon-SRAM                        |
| Anna Plichta         | Boels Dolmans                      |
| Moniek Tenniglo      | FDJ-Nouvelle Aquitaine-Futuroscope |

## Effectif et encadrement

### Effectif
| Effectif 2018                           | Effectif 2018     | Effectif 2018 | Effectif 2018                      |
| Cycliste                                | Date de naissance | Pays          | Équipe précédente                  |
| --------------------------------------- | ----------------- | ------------- | ---------------------------------- |
| Rotem Gafinovitz                        | 9 juin 1992       | Israël        | Jos Feron Lady Force (2016)        |
| Yara Kastelijn                          | 9 août 1997       | Pays-Bas      | De Jonge Renner (2015)             |
| Danielle Rowe                           | 21 novembre 1990  | Royaume-Uni   | Cylance (2017)                     |
| Jeanne Korevaar                         | 24 septembre 1996 | Pays-Bas      | Jan van Arckel (2015)              |
| Anouska Koster                          | 20 août 1993      | Pays-Bas      | Futurumshop.nl-Zannata (2014)      |
| Riejanne Markus                         | 1 septembre 1994  | Pays-Bas      | Liv-Plantur (2016)                 |
| Pauliena Rooijakkers                    | 12 mai 1993       | Pays-Bas      | Parkhotel Valkenburg-Destil (2017) |
| Sabrina Stultiens                       | 8 juillet 1993    | Pays-Bas      | Sunweb (2017)                      |
| Monique van de Ree                      | 2 mars 1988       | Pays-Bas      | Lares-Waowdeals Women (2017)       |
| Marianne Vos                            | 13 mai 1987       | Pays-Bas      |                                    |
| Inge van der Heijden (9 fév.–31 juill.) | 12 août 1999      | Pays-Bas      |                                    |
|                                         |                   |               |                                    |
| Source : UCI                            |                   |               |                                    |

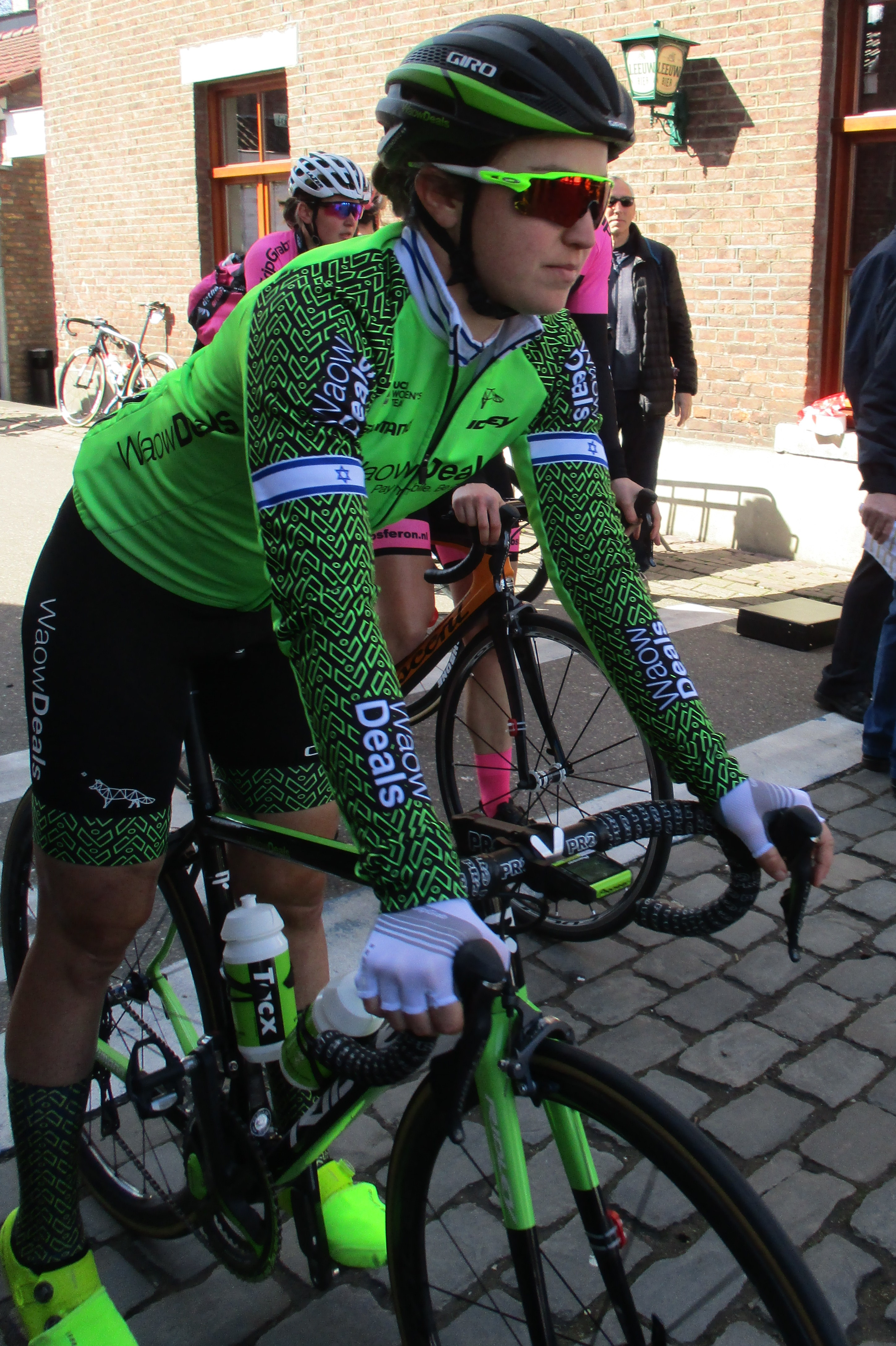
Rotem Gafinovitz
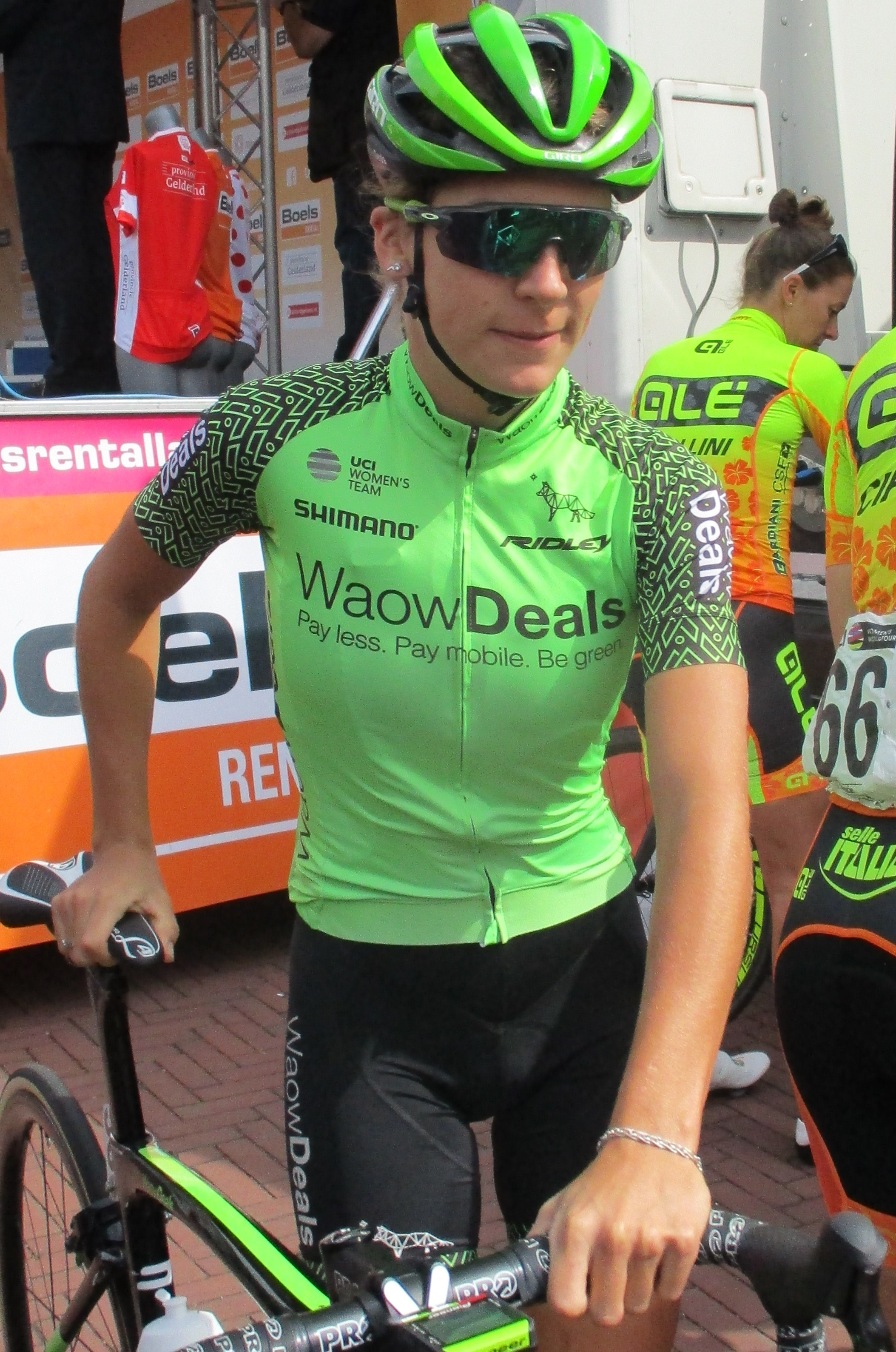
Yara Kastelijn
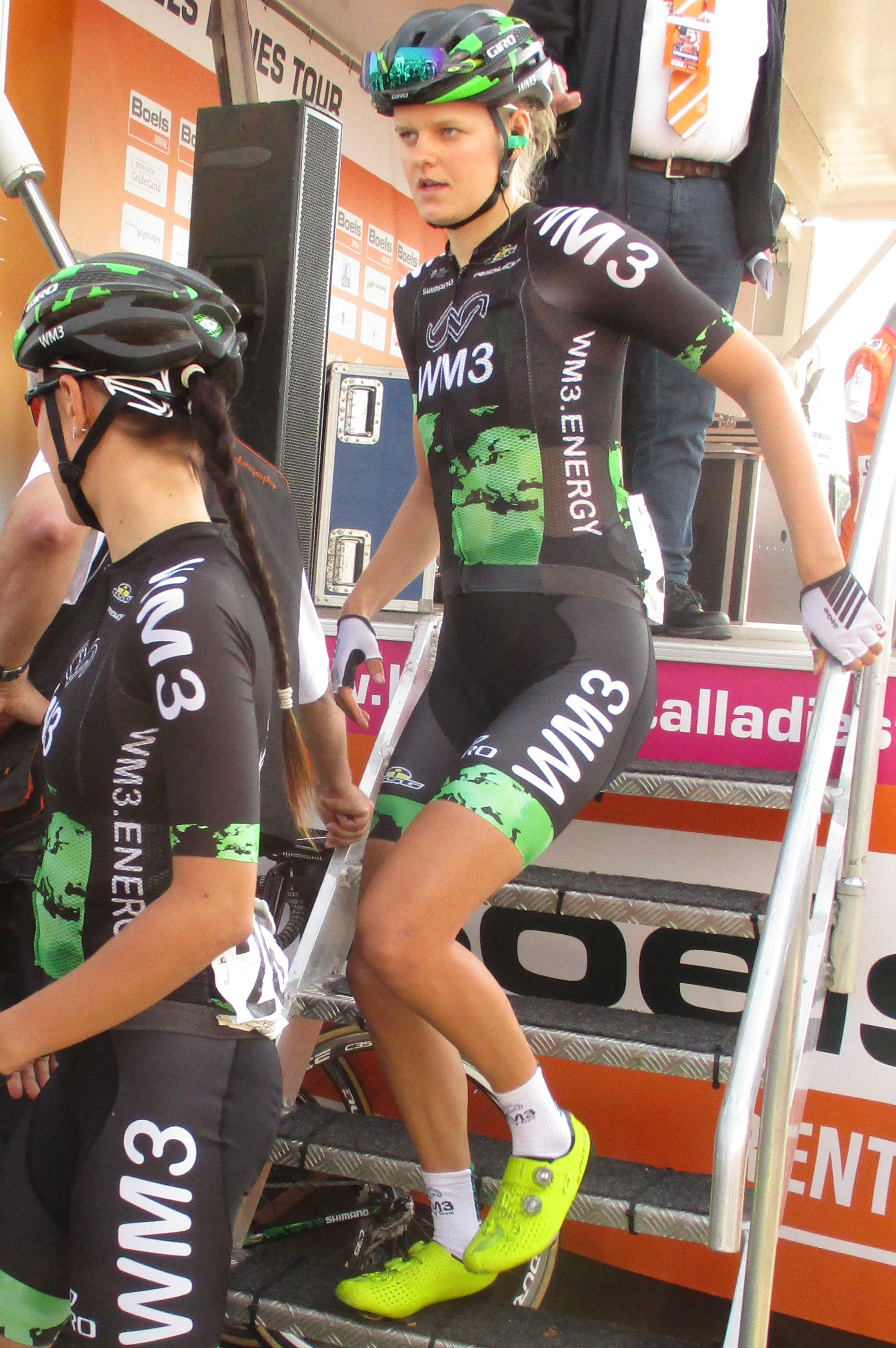
Jeanne Korevaar en 2017.
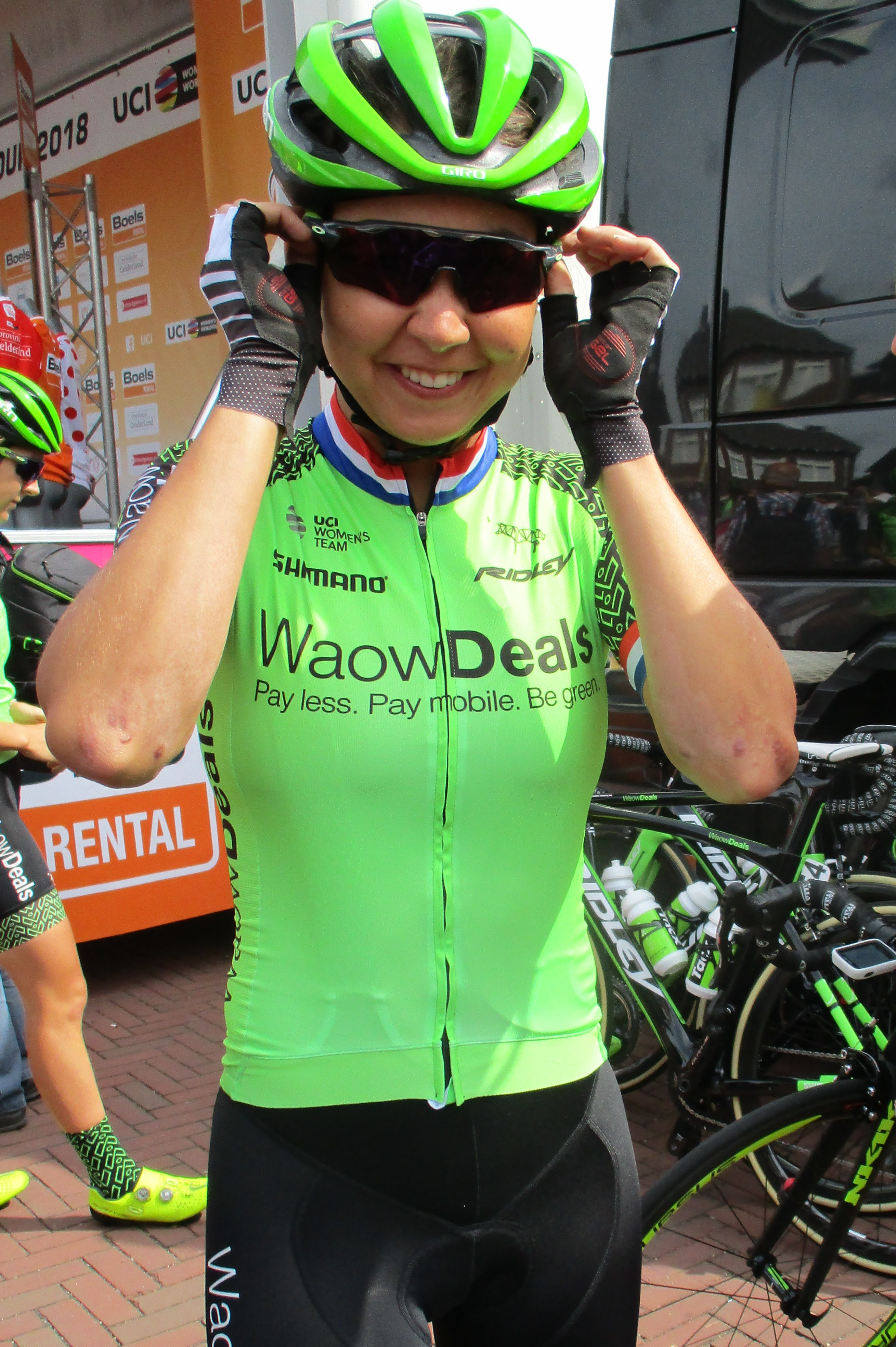
Anouska Koster
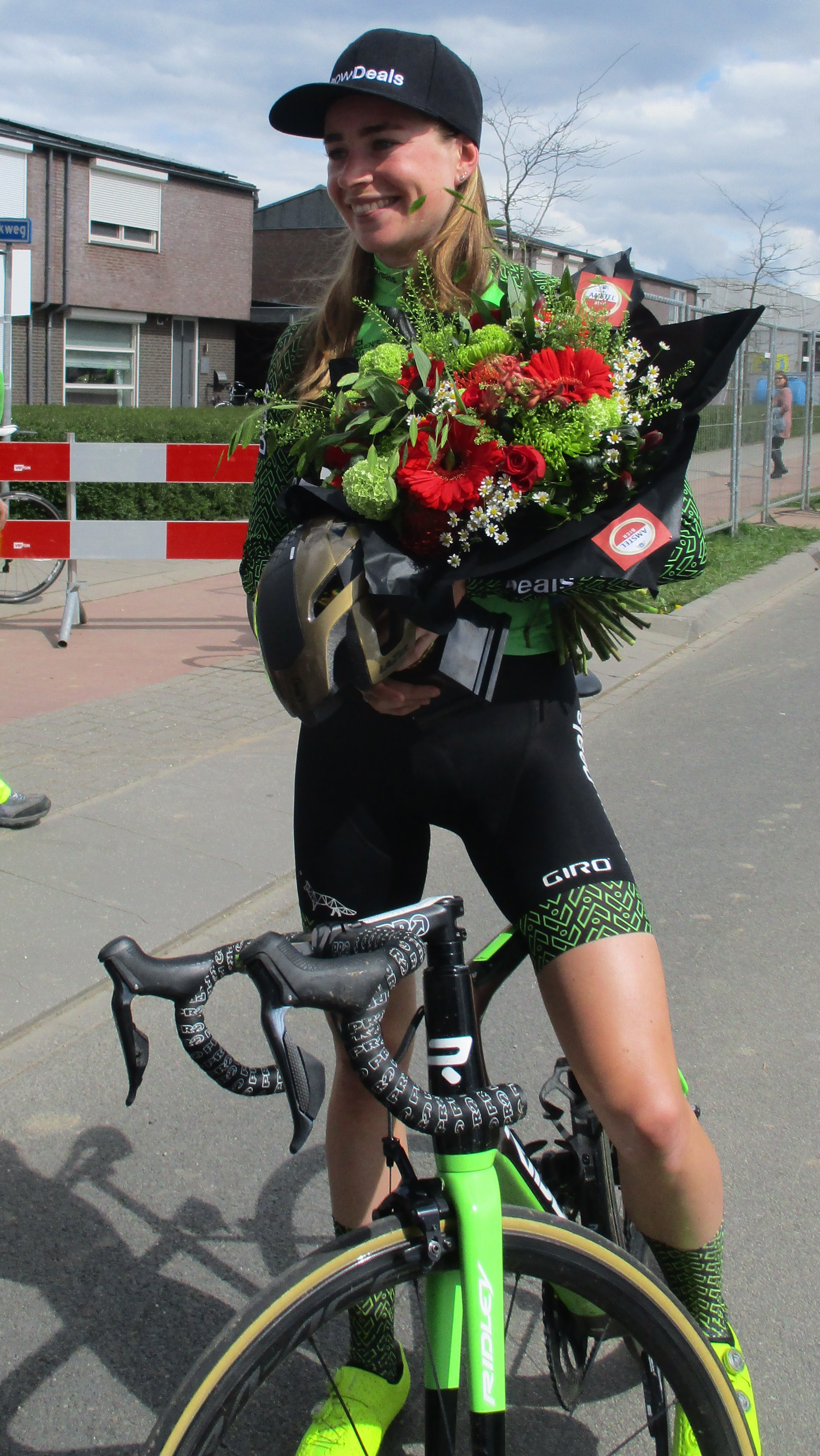
Riejanne Markus
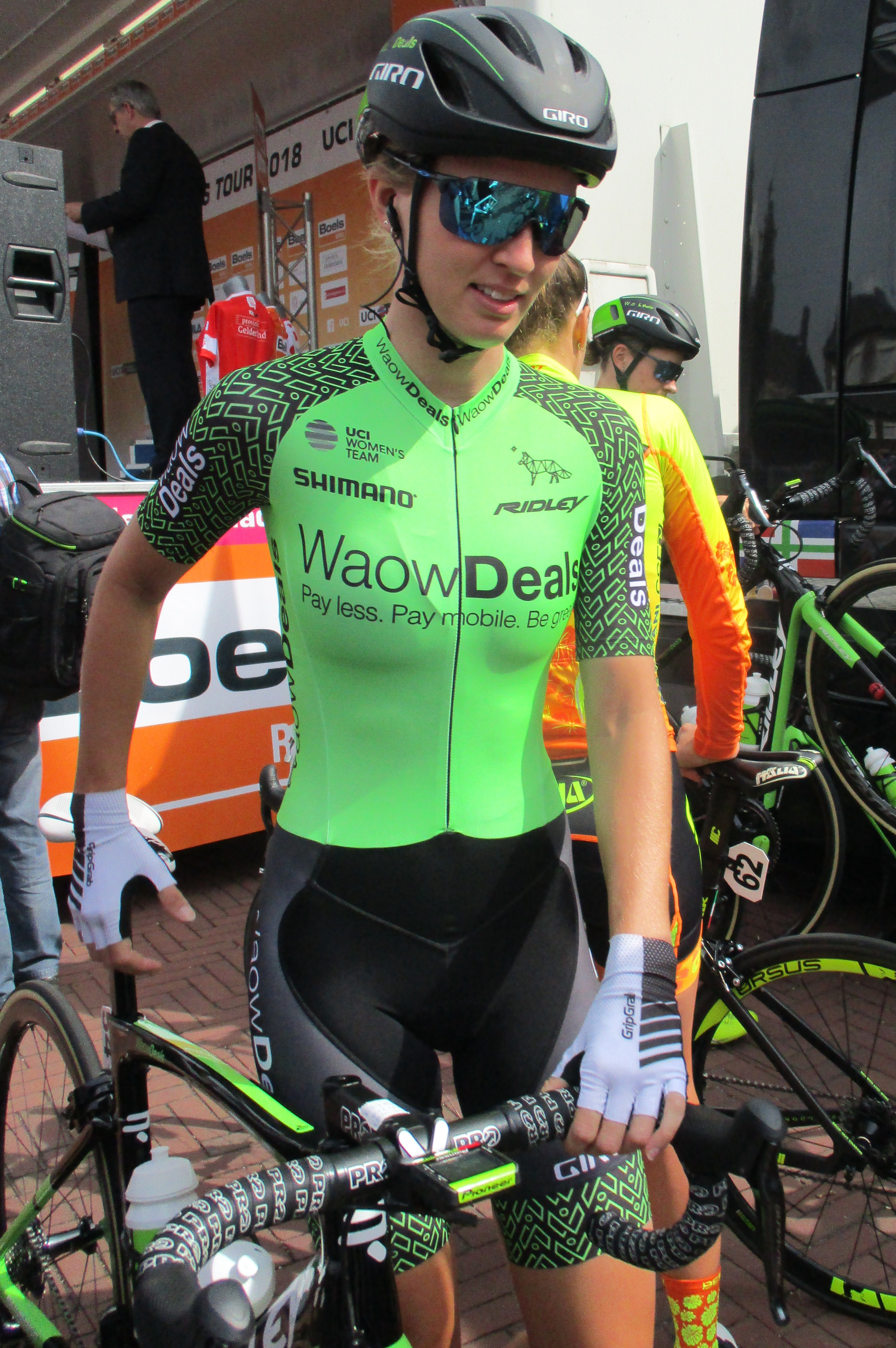
Pauliena Rooijakkers
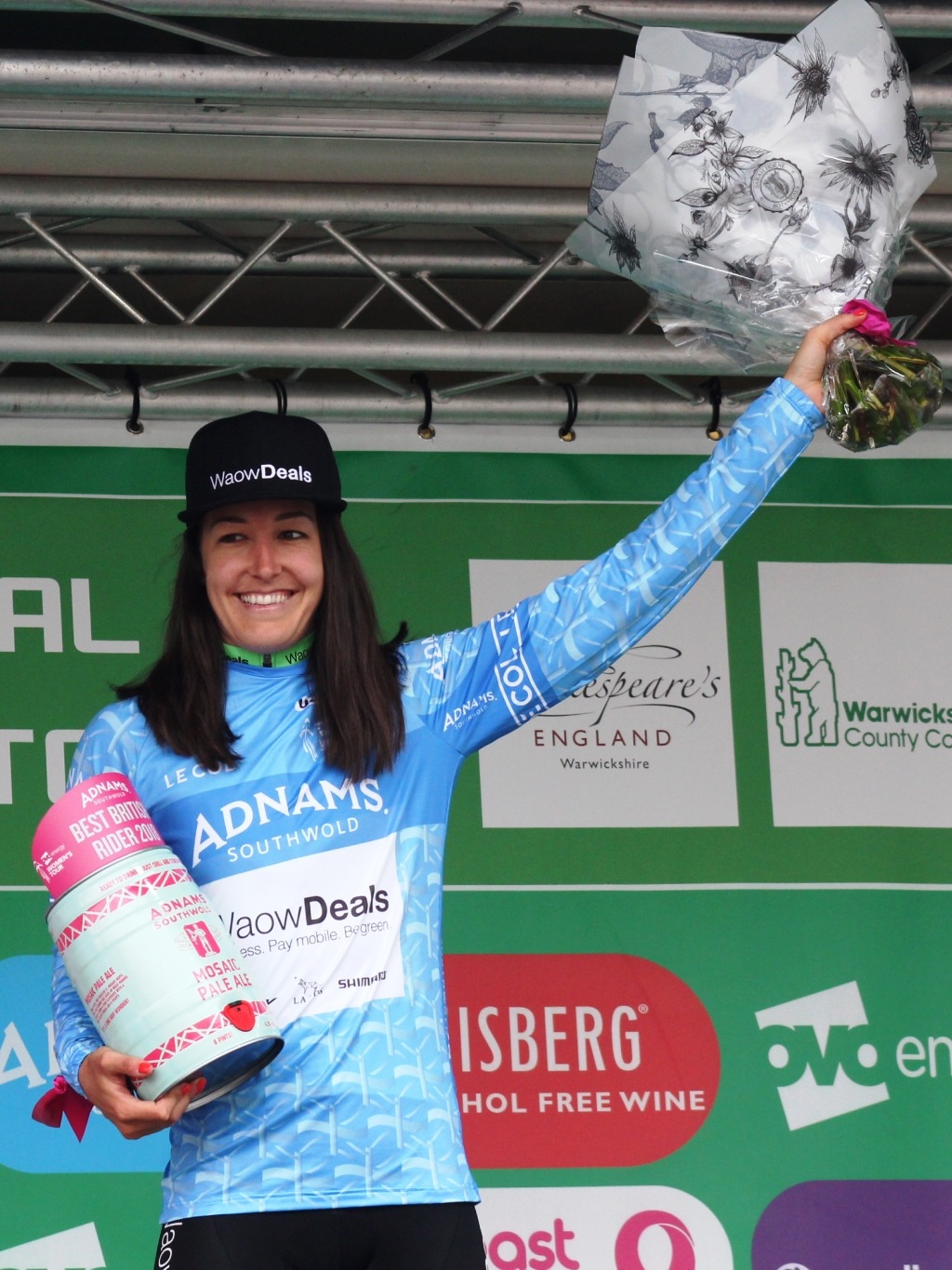
Danielle Rowe
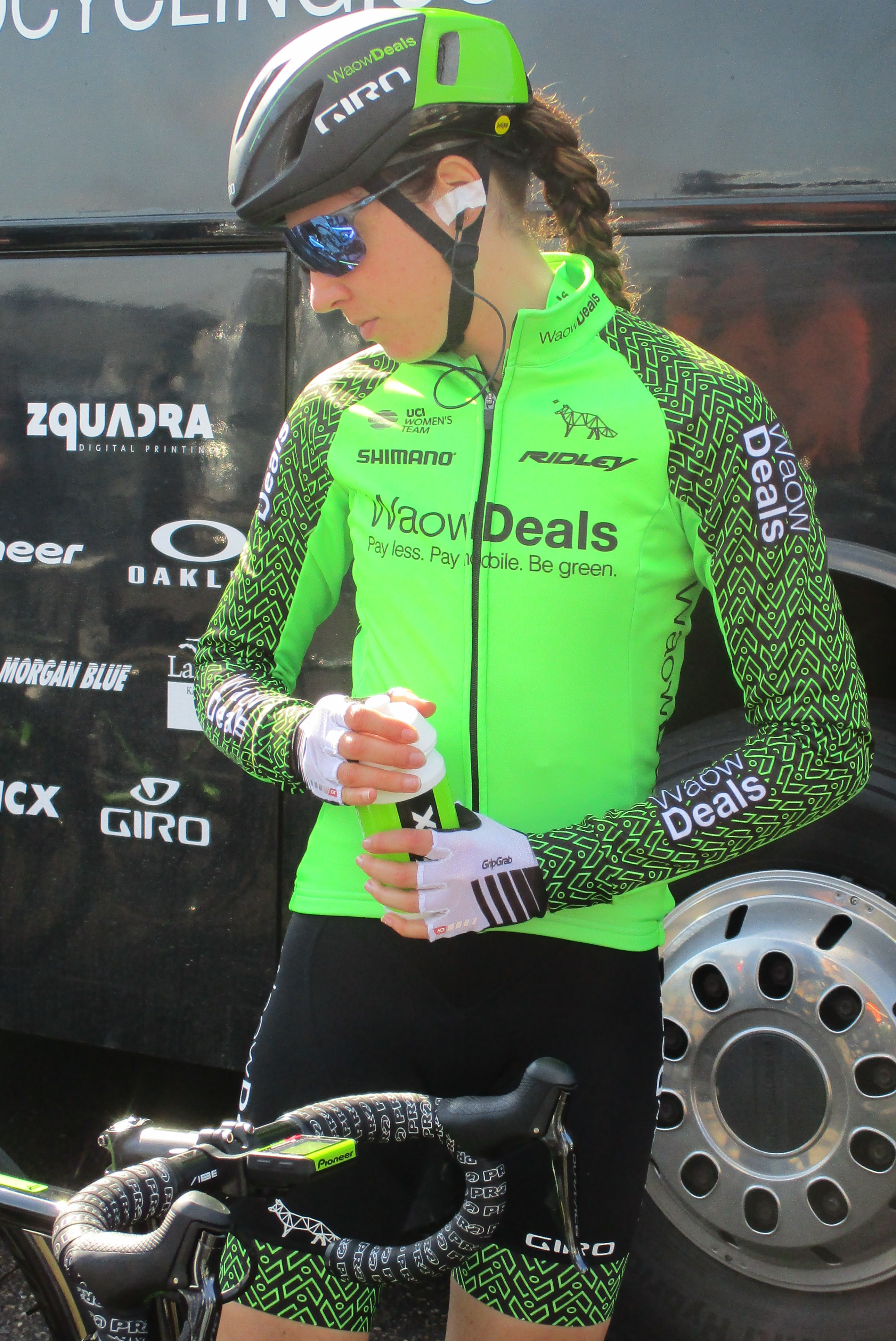
Sabrina Stultiens
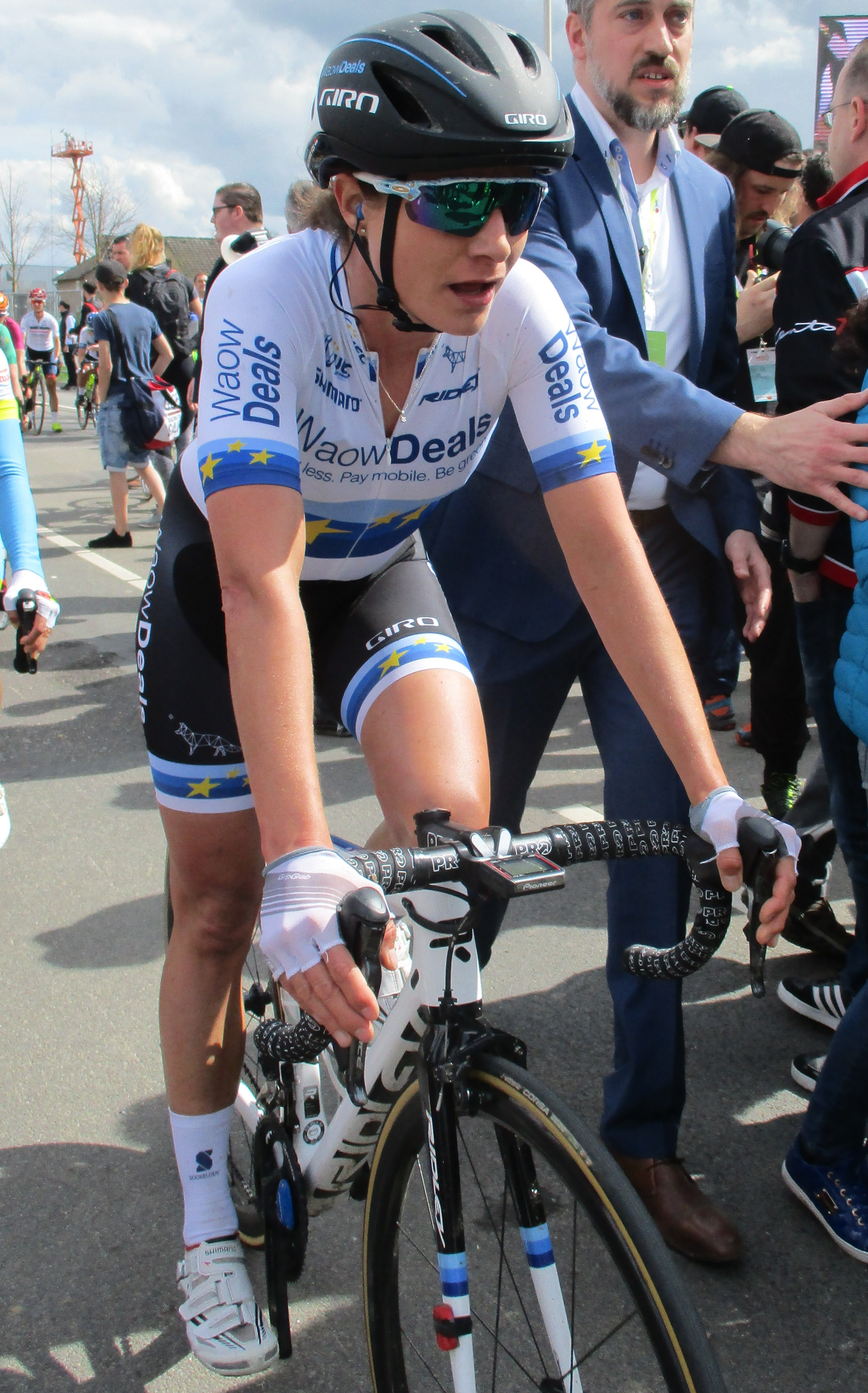
Marianne Vos
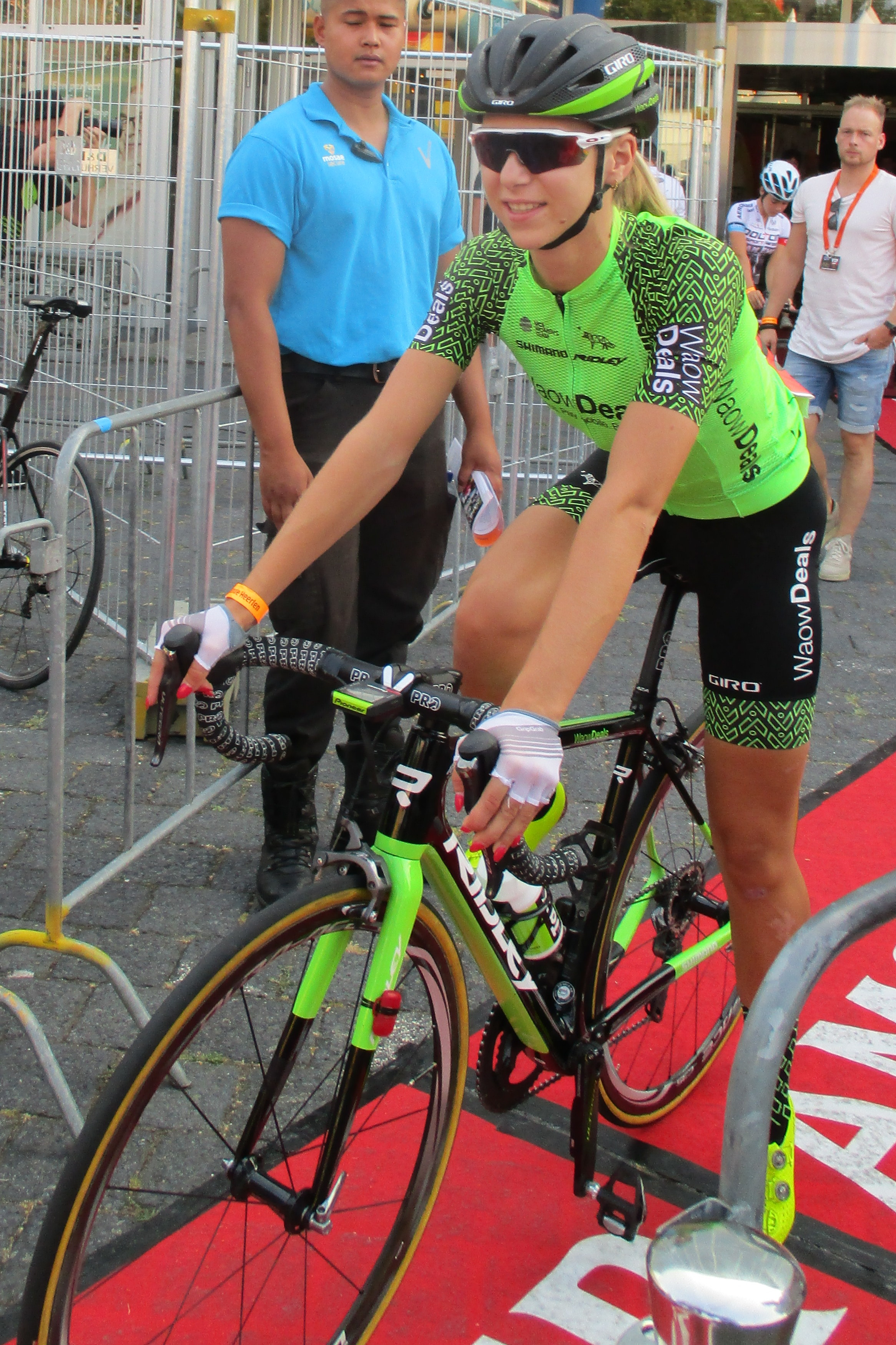
Inge van der Heijden

### Encadrement
Eric van den Boom est directeur de l'équipe et représentant auprès de l'UCI. Jeroen Blijlevens est le directeur sportif.

## Déroulement de la saison

### Mars
Au Tour de Drenthe, dans la dernière ascension du mont VAM, Anouska Koster accélère. Elle est suivie par Sarah Roy et Christine Majerus. Le peloton les reprend rapidement. Dans le final, de nombreuses attaques ont lieu. Une compte notamment Sarah Roy, Floortje Mackaij et Marianne Vos. La course se joue finalement au sprint. Marianne Vos prend la cinquième place,. Au Trofeo Alfredo Binda-Comune di Cittiglio, Marianne Vos reste dans le groupe des favorites durant la course. Elle est deuxième du sprint du peloton derrière Chantal Blaak et est donc troisième de la course,. Jeanne Korevaar est huitième au sprint des Trois Jours de La Panne. 

### Avril

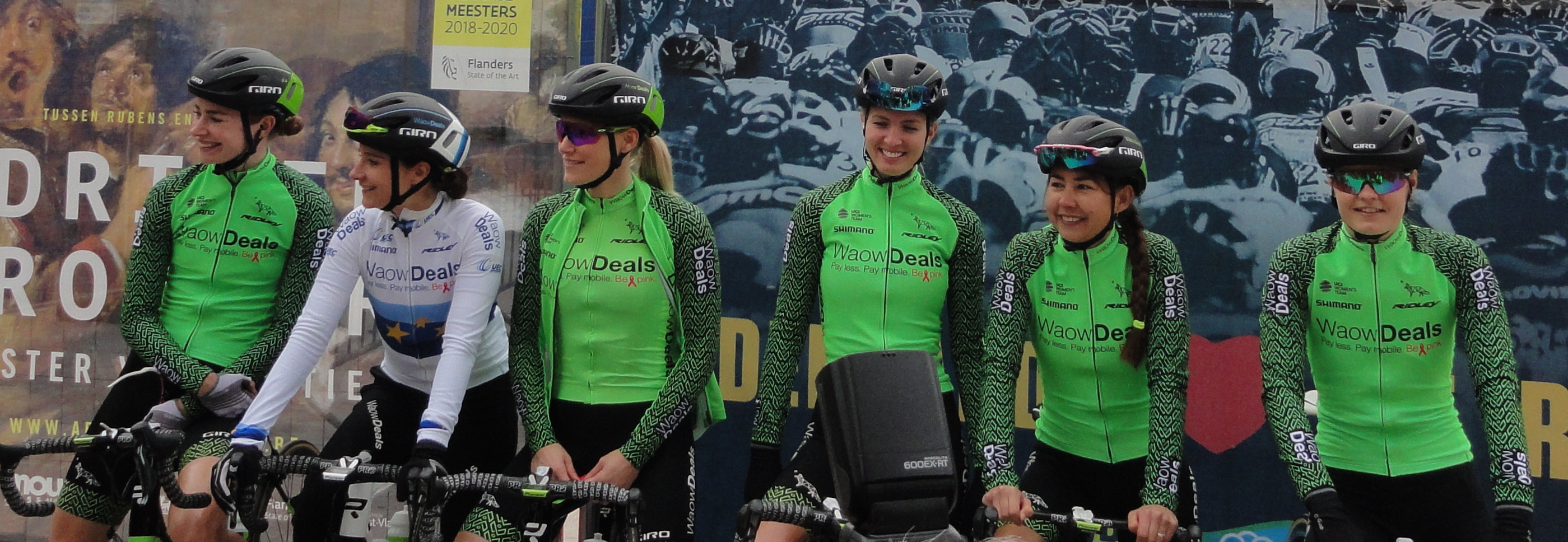
Au départ du Tour des Flandres

À l'Healthy Ageing Tour, Monique van de Ree est troisième de la quatrième étape au sprint. Jeanne Korevaar est quatrième le lendemain. Au classement général, Riejanne Markus est neuvième. À la Flèche brabançonne, un groupe d'échappée se forme après l'arrivée sur le circuit urbain. Il contient notamment Marianne Vos. Il compte moins d'une minute d'avance. Dans l'avant-dernier tour de course, le peloton opère la jonction. La course se finit par un sprint. Marianne Vos est troisième.

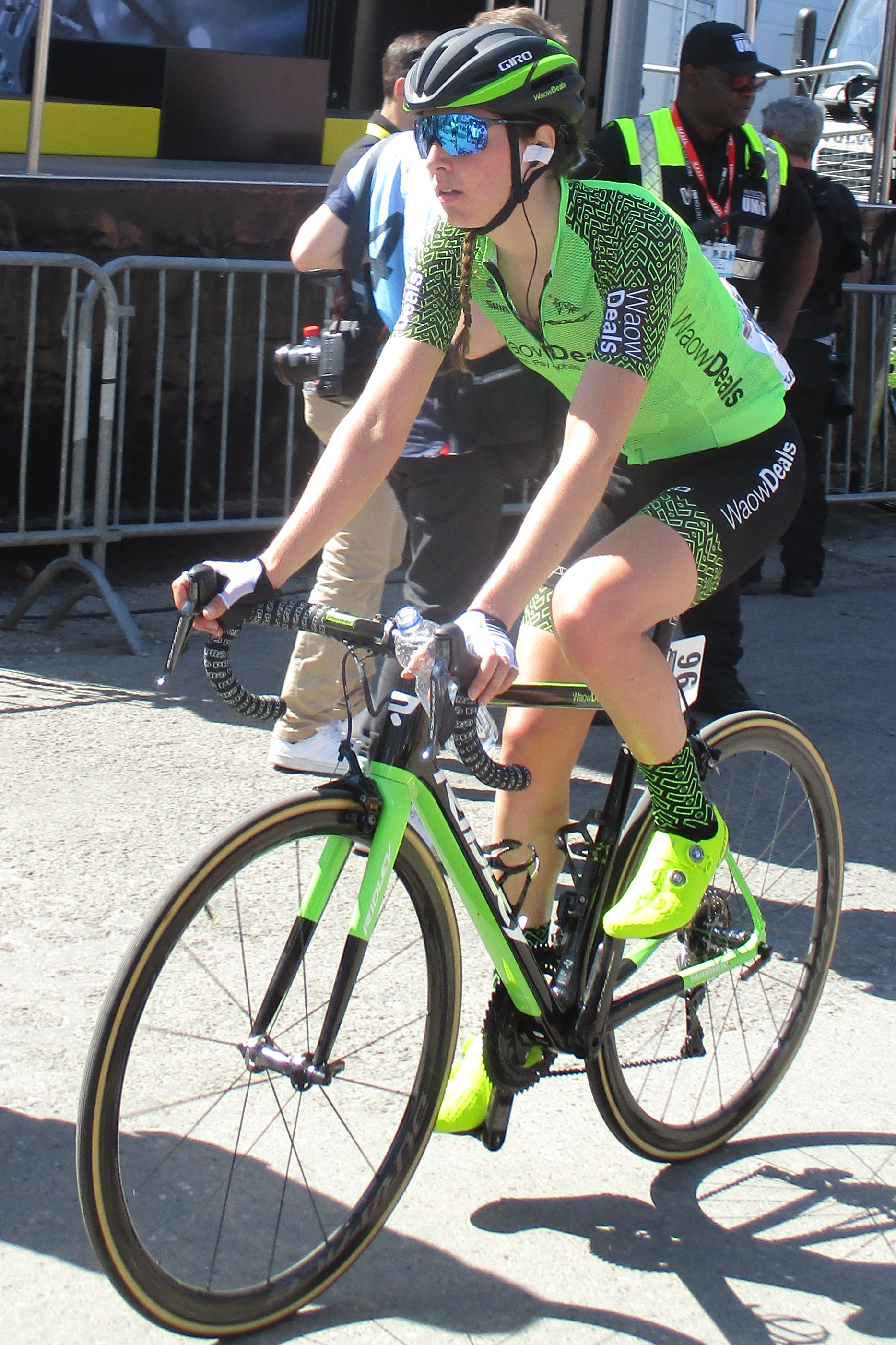
Sabrina Stultiens lors de la Flèche wallonne

À l'Amstel Gold Race, le passage du Keutenberg au kilomètre cinquante-quatre provoque une sélection. Un groupe de huit coureuses se forme à son sommet avec notamment Riejanne Markus. L'avantage de l'échappée monte à deux minutes trente. Dans l'avant-dernière montée du Cauberg, Chantal Blaak accélère et n'est suivie que par Alexis Ryan puis par Amanda Spratt. Derrière, Brand, Cordon et Markus allient leurs forces et reviennent sur la tête. À dix kilomètres du but, Riejanne Markus prend quelques centaines de mètres, mais Chantal Blaak vient remettre les compteurs à zéro. Riejanne Markus se classe finalement quatrième,. À la Flèche wallonne, Sabrina Stultiens prend une septième place en haut du mur de Huy,. Elle est ensuite sixième de Liège-Bastogne-Liège.
Au Festival Elsy Jacobs, Anouska Koster est cinquième du prologue. Elle est neuvième du classement général final.

### Mai
Au Trofee Maarten Wynants, Monique van de Ree prend la deuxième place du sprint. Au Tour de Yorkshire, Danielle Rowe se classe troisième de l'arrivée en côte de l'ultime étape. Elle devient ainsi deuxième de l'épreuve derrière Megan Guarnier grâce aux bonifications accumulées sur la première étape,.
À l'Emakumeen Euskal Bira, sur la première étape, au deuxième prix des monts, c'est Anna van der Breggen qui passe en premier au sommet. Annemiek van Vleuten place ensuite plusieurs accélérations. Elle est suivie par Olga Zabelinskaya, Sabrina Stultiens, Ashleigh Moolman et Anna van der Breggen. Au kilomètre, Sabrina Stultiens profite du marquage entre Annemiek van Vleuten et Anna van der Breggen pour partir et s'imposer seule,. Sur la troisième étape, au kilomètre soixante-dix-sept, la côte de l'Untzilla provoque une sélection dans le peloton. Elles sont dix au pied de l'Alto de Arlaban dont Pauliena Rooijakkers. À deux kilomètres du sommet, elle accélère. Elle compte jusqu'à une minute d'avance. Elle est reprise néanmoins par le groupe d'échappée à quatre kilomètres de l'arrivée,.

### Juin

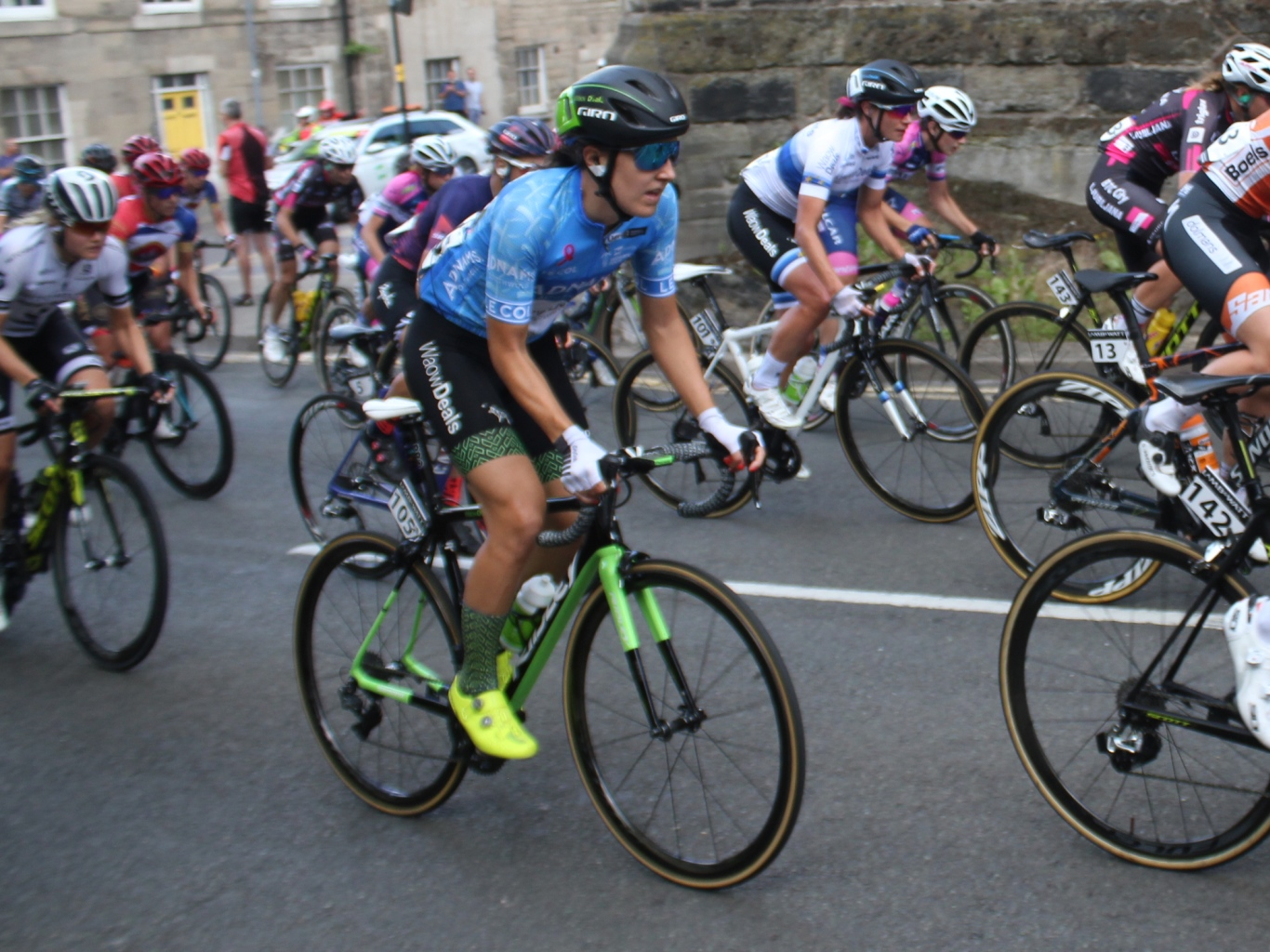
Danielle Rowe au Women's Tour

Sur le Women's Tour, Marianne Vos se classe sixième de la première étape au sprint. Sur la deuxième étape, Danielle Rowe est à l'attaque dans les côtes mais son échappée est reprise. Marianne Vos est deuxième du sprint, coiffée par Coryn Rivera,,. Elle finit troisième des trois étapes suivantes. Elle est deuxième du classement général devant Danielle Rowe qui prit de nombreuses bonifications tout au long de l'épreuve. Waowdeals est la meilleure équipe. Marianne Vos gagne aussi le classement par points et Danielle Rowe celui de la meilleure Britannique.

### Juillet
Sur le Tour d'Italie, la formation Waowdeals est sixième du contre-la-montre par équipes trente-cinq secondes derrière la Sunweb,. Le lendemain, Marianne Vos est troisième du sprint. Elle se classe sixième de la troisième étape. Sur la vallonnée étape cinq, Danielle Rowe fait partie de l'échappée, mais est reprise. Marianne Vos règle sprint du peloton,. Dans la première arrivée au sommet, Sabrina Stultiens arrive huitième avec les favorites. Lors de la huitième étape, dans la dernière côte, placée à neuf kilomètres de l'arrivée, Elisa Longo Borghini accélère. Dans la descente, elle est rejointe par les descendeuses Marianne Vos et Lucinda Brand. Elles se disputent la victoire au sprint et Marianne Vos s'impose,. Au classement général final, Sabrina Stultiens est douzième.
Au BeNe Ladies Tour, Marianne Vos est deuxième du prologue derrière Katie Archibald. Le lendemain, sur une étape avec des pavés et des monts, elle revient avec Lotte Kopecky sur Eugenia Bujak, déjà en échappée. Elles se disputent la victoire au sprint et Marianne Vos s'impose. Elle prend ainsi la tête du classement général,. Le lendemain, elle se classe sixième du sprint massif. Sur le contre-la-montre, elle est cinquième et conserve la tête de la course pour une seconde face à Katie Archibald. Elle court les sprints intermédiaires le lendemain et s'impose ainsi au classement général,.
À la RideLondon-Classique, Marianne Vos est deuxième du sprint, remontée par Kirsten Wild.

### Août

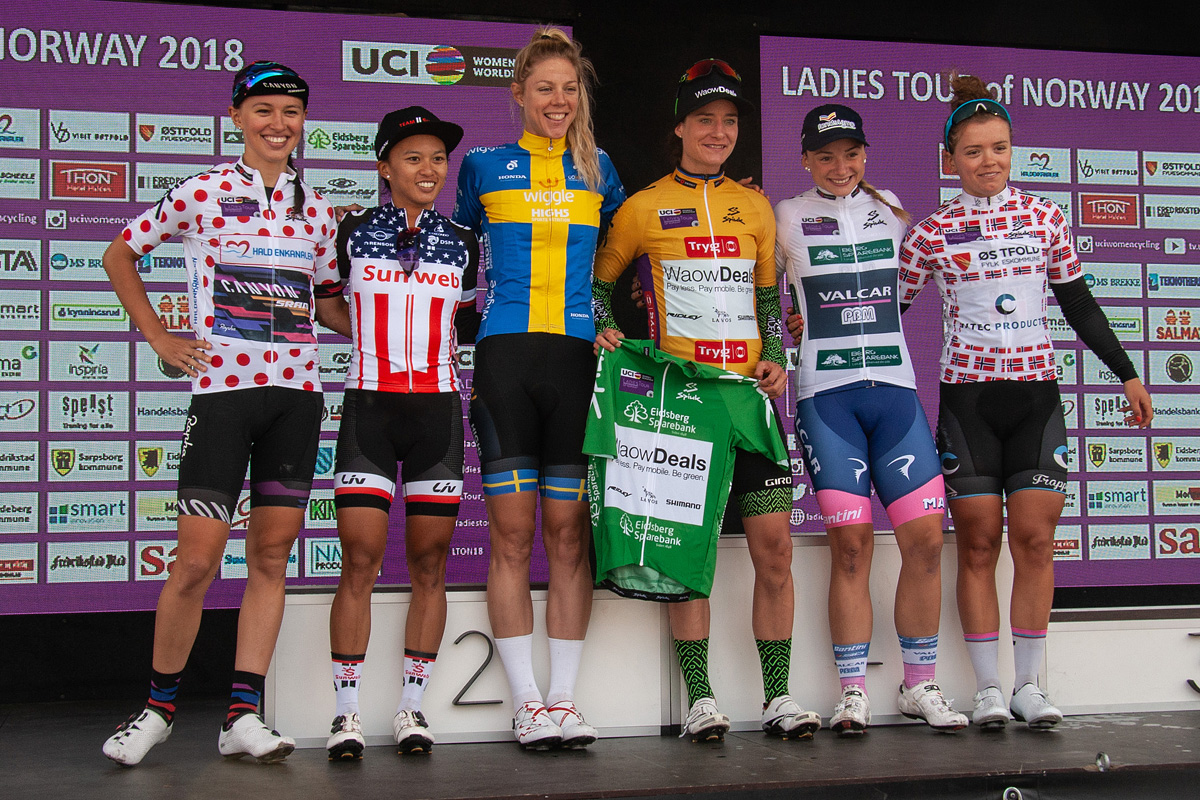
Podium du Tour de Norvège

Sur la course en ligne des championnats d'Europe, les Pays-Bas contrôle la course. Un train est mis en place pour Lorena Wiebes, mais au sprint c'est Marta Bastianelli qui s'impose facilement devant Marianne Vos qui a réagi spontanément à la désorganisation de l'équipe.
Waowdeals est sixième du contre-la-montre par équipes de l'Open de Suède Vårgårda. Sur la course en ligne, Marianne Vos attaque dans le premier secteur forestier avec Anna van der Breggen et Cecilie Uttrup Ludwig, mais elles sont rapidement reprises. Plus tard, Jeanne Korevaar suit également une attaque de van der Breggen. Au bout de cette course animée, Marianne Vos lance son sprint peu avant le dernier virage. Elle s'impose largement. La semaine suivante, en Norvège, la formation est cinquième du contre-la-montre par équipes du Tour de Norvège. Au Tour de Norvège, Marianne Vos gagne les deux premiers sprints intermédiaires de la première étape avant de s'imposer au sprint. Un scénario identique se répète le lendemain. Sur la troisième étape également, Marianne Vos s'impose. Elle remporte donc le classement général et le classement par points.
Au Grand Prix de Plouay, tout se joue dans la dernier ascension de Ty Marrec. Katarzyna Niewiadoma sort flanquée d'Elisa Longo Borghini. Marianne Vos les rejoint ensuite. Elles sont quinze au sommet. Au sprint, Eugenia Bujak lance mais est remontée par Marianne Vos. Cependant c'est Amy Pieters qui grâce à un très bon final parvient à s'imposer. Marianne Vos est deuxième. Marianne Vos est alors leader du classement World Tour mais annonce qu'elle fait l'impasse sur les épreuves suivantes pour préparer la saison de cyclo-cross.

### Septembre
Au Tour de Belgique, Riejanne Markus est deuxième du prologue, Anouska Koster troisième. Le lendemain, Monique van de Ree est deuxième du sprint massif derrière Lotte Kopecky. Jeanne Korevaar se montre la plus rapide sur la deuxième étape. C'est sa première victoire professionnelle. Sur l'ultime étape, Anouska Koster est sixième. Elle termine l'épreuve à la cinquième place du classement général. Jeanne Korevaar remporte ensuite le classement de la meilleure jeune du Boels Ladies Tour.
La formation ne participe pas aux championnats du monde du contre-la-montre par équipes. Rotem Gafinovitz participe au contre-la-montre individuel et se classe quarantième. Sur la course en ligne, seules Danielle Rowe et Rotem Gafinovitz sont sélectionnées. La première chute en début de course,,.

### Octobre-Décembre
Marianne Vos enchaîne sur la saison de cyclo-cross. Elle se distingue en Coupe du monde, en remportant les manches de Waterloo et de Berne en octobre, puis à Zolder en décembre pour conclure à Pontchâteau en janvier. Cela lui permet de conserver la tête de la compétition jusqu'à son dénouement.

## Victoires

### Sur route
| Victoires | Victoires                                   | Victoires | Victoires | Victoires         | Victoires |
| Date      | Course                                      | Pays      | Classe    | Vainqueur         |           |
| --------- | ------------------------------------------- | --------- | --------- | ----------------- | --------- |
| 19 mai    | 1re étape, Iurreta-Emakumeen Bira           | Espagne   | 2.WWT     | Sabrina Stultiens |           |
| 23 juin   | Championnat d'Israël du contre-la-montre    | Israël    | CN        | Rotem Gafinovitz  |           |
| 13 juill. | 8e étape du Tour d'Italie                   | Italie    | 2.WWT     | Marianne Vos      |           |
| 20 juill. | 1re étape, Baloise Ladies Tour              | Belgique  | 2.1       | Marianne Vos      |           |
| 22 juill. | Classement général, Baloise Ladies Tour     | Belgique  | 2.1       | Marianne Vos      |           |
| 13 août   | Course en ligne de l'Open de Suède Vårgårda | Suède     | 1.WWT     | Marianne Vos      |           |
| 17 août   | 1re étape du Tour de Norvège                | Norvège   | 2.WWT     | Marianne Vos      |           |
| 18 août   | 2e étape du Tour de Norvège                 | Norvège   | 2.WWT     | Marianne Vos      |           |
| 19 août   | Classement général, Tour de Norvège         | Norvège   | 2.WWT     | Marianne Vos      |           |
| 19 août   | 3e étape du Tour de Norvège                 | Norvège   | 2.WWT     | Marianne Vos      |           |
| 6 sept.   | 2e étape du Tour de Belgique                | Belgique  | 2.1       | Jeanne Korevaar   |           |

### En cyclo-cross
| Date         | Course                            | Pays     | Classe | Vainqueur      |
| ------------ | --------------------------------- | -------- | ------ | -------------- |
| 7 février    | Maldegem                          | Belgique | C2     | Marianne Vos   |
| 23 septembre | Coupe du monde #2, Waterloo       | Belgique | CDM    | Marianne Vos   |
| 7 octobre    | Renaix                            | Belgique | C1     | Marianne Vos   |
| 21 octobre   | Coupe du monde #3, Berne          | Suisse   | CDM    | Marianne Vos   |
| 23 octobre   | Woerden                           | Pays-Bas | C2     | Marianne Vos   |
| 28 octobre   | Superprestige #3, Ruddervoorde    | Belgique | C1     | Marianne Vos   |
| 15 décembre  | Mlada Boleslav                    | Tchéquie | C1     | Marianne Vos   |
| 26 décembre  | Pfaffnau                          | Suisse   | C2     | Yara Kastelijn |
| 26 décembre  | Coupe du monde #7, Heusden-Zolder | Belgique | CDM    | Marianne Vos   |

### Résultats sur les courses majeures

#### World Tour
| Date                | #  | Course                                   | Pays            | Meilleure classée    | Classement |
| ------------------- | -- | ---------------------------------------- | --------------- | -------------------- | ---------- |
| 3 mars              | 1  | Strade Bianche                           | Italie          | Riejanne Markus      | 21e        |
| 11 mars             | 2  | Tour de Drenthe                          | Pays-Bas        | Marianne Vos         | 5e         |
| 18 mars             | 3  | Trofeo Alfredo Binda-Comune di Cittiglio | Italie          | Marianne Vos         | 3e         |
| 22 mars             | 4  | Trois Jours de la Panne                  | Belgique        | Jeanne Korevaar      | 8e         |
| 25 mars             | 5  | Gand-Wevelgem                            | Belgique        | Marianne Vos         | 12e        |
| 1er avril           | 6  | Tour des Flandres                        | Belgique        | Marianne Vos         | 35e        |
| 15 avril            | 7  | Amstel Gold Race                         | Pays-Bas        | Riejanne Markus      | 4e         |
| 18 avril            | 8  | Flèche wallonne                          | Belgique        | Sabrina Stultiens    | 7e         |
| 22 avril            | 9  | Liège-Bastogne-Liège                     | Belgique        | Sabrina Stultiens    | 6e         |
| 26-28 avril         | 10 | Tour de l'île de Chongming               | Chine           | -                    | -          |
| 10-13 mai           | 11 | Tour de Californie                       | États-Unis      | -                    | -          |
| 19-22 mai           | 12 | Emakumeen XXXI. Bira                     | Espagne         | Pauliena Rooijakkers | 8e         |
| 13-17 juin          | 13 | The Women's Tour                         | Grande-Bretagne | Marianne Vos         | 2e         |
| 6-15 juillet        | 14 | Tour d'Italie                            | Italie          | Sabrina Stultiens    | 12e        |
| 17 juillet          | 15 | La course by Le Tour de France           | France          | Pauliena Rooijakkers | 16e        |
| 28 juillet          | 16 | RideLondon-Classique                     | Grande-Bretagne | Marianne Vos         | 2e         |
| 10 août             | 17 | Open de Suède Vårgårda TTT               | Suède           | Waowdeals            | 6e         |
| 12 août             | 18 | Open de Suède Vårgårda                   | Suède           | Marianne Vos         | Vainqueur  |
| 16 août             | 19 | Tour de Norvège TTT                      | Norvège         | Waowdeals            | 5e         |
| 17-19 août          | 20 | Tour de Norvège                          | Norvège         | Marianne Vos         | Vainqueur  |
| 25 août             | 21 | Grand Prix de Plouay                     | France          | Marianne Vos         | 2e         |
| 28 août-2 septembre | 22 | Boels Rental Ladies Tour                 | Pays-Bas        | Riejanne Markus      | 13e        |
| 10 septembre        | 23 | La Madrid Challenge by La Vuelta         | Espagne         | -                    | -          |
| 21 octobre          | 24 | Tour du Guangxi                          | Chine           | -                    | -          |

Marianne Vos est deuxième du classement individuel. La formation est cinquième du classement par équipes.

#### Grand tour
| Grand tour            | Tour d'Italie           |
| --------------------- | ----------------------- |
| Coureuse (classement) | Sabrina Stultiens (12e) |
| Accessits             | 1 victoire d'étape      |

## Classement mondial
| Classement UCI | Classement UCI       | Classement UCI | Classement UCI |
| Coureuse       | Coureuse             | Pays           | Points         |
| -------------- | -------------------- | -------------- | -------------- |
| 3e             | Marianne Vos         | Pays-Bas       | 1764 pts       |
| 44e            | Danielle Rowe        | Royaume-Uni    | 392 pts        |
| 59e            | Sabrina Stultiens    | Pays-Bas       | 307 pts        |
| 79e            | Riejanne Markus      | Pays-Bas       | 249 pts        |
| 81e            | Jeanne Korevaar      | Pays-Bas       | 243 pts        |
| 86e            | Anouska Koster       | Pays-Bas       | 220 pts        |
| 89e            | Monique van de Ree   | Pays-Bas       | 207 pts        |
| 166e           | Pauliena Rooijakkers | Pays-Bas       | 94 pts         |
| 348e           | Rotem Gafinovitz     | Israël         | 25 pts         |
| 544e           | Inge van der Heijden | Pays-Bas       | 10 pts         |